# Lista över offentlig konst på Norrmalm i Stockholm
Lista över offentlig konst på Norrmalm i Stockholm är en ofullständig förteckning över utomhusplacerade skulpturer och annan offentlig konst i det tidigare stadsdelsområdet Norrmalm i Stockholms kommun, vilket omfattar stadsdelarna Norrmalm, Skeppsholmen och Vasastan.

## Norrmalm (stadsdel)
| Titel                                               | Konstnär(er)                            | Årtal                                     | Beskrivning                                                                 | Typ - material                    | Plats Koordinater                                                                            | Bild                                                             |
| --------------------------------------------------- | --------------------------------------- | ----------------------------------------- | --------------------------------------------------------------------------- | --------------------------------- | -------------------------------------------------------------------------------------------- | ---------------------------------------------------------------- |
| Morgondagens väder                                  | Lars Bergström Mats Bigert              | 2012                                      |                                                                             | Skulptural installation           | Stockholms Centralstation (inomhus) koordinater saknas                                       | Det är troligen inte ok att ladda upp en bild av detta konstverk |
| Walks from Dusk til Dawn                            | Nanna Hänninen                          | 2008                                      |                                                                             | Fotografi                         | Regeringskansliet, gamla posthuset koordinater saknas                                        |                                                                  |
| Det beslutande organet                              | Oskar Mörnerud                          | 2008                                      |                                                                             | Måleri                            | Regeringskansliet, gamla posthuset (inomhus) koordinater saknas                              | Det är troligen inte ok att ladda upp en bild av detta konstverk |
| Det var en gång                                     | Erik Dietman                            | 2000                                      |                                                                             | Skulptur                          | Arvfurstens palats koordinater saknas                                                        |                                                                  |
| Astrid                                              | Lena Lervik                             | 2008                                      |                                                                             | brons                             | Jakobs kyrkas kyrkogård 59.33062, 18.07045                                                   | Astrid                                                           |
| relief                                              | Ivar Johnsson                           | 1944-45                                   | allegori över de fyra elementen                                             | ljus granit                       | Hörnet Hamngatan/Kungsträdgårdsgatan, tidigare Åtvidabergshuset koordinater saknas           | relief                                                           |
| Girl Making a Face                                  | Lena Cronqvist                          | 2003                                      |                                                                             | Brons                             | Beridarbansgatan, Brunkebergstorg 59.33138, 18.06547                                         | Girl Making a Face                                               |
| Dianafontänen                                       | Carl Milles                             | 1928                                      |                                                                             | Brons och marmor                  | Gården till Tändstickspalatset, Västra Trädgårdsgatan 15 59.33182, 18.0693                   |                                                                  |
| Hind                                                | Carl Milles                             | 1928                                      |                                                                             | Brons                             | Gården till Tändstickspalatset, Västra Trädgårdsgatan 15 59.33187, 18.06163                  |                                                                  |
| Vildsvin                                            | Carl Milles                             | 1928                                      |                                                                             | Brons                             | Gården till Tändstickspalatset, Västra Trädgårdsgatan 15 59.33177, 18.06938                  |                                                                  |
| Okänd titel                                         | Lasse Andreasson                        | 1984                                      |                                                                             | Portrelief - Koppar               | Västra Trädgårdsgatan 8 59.33197, 18.06978                                                   |                                                                  |
| Okänd titel                                         | Lasse Andreasson                        | 1984                                      |                                                                             | Portrelief - Koppar               | Västra Trädgårdsgatan 8 59.33183, 18.06978                                                   |                                                                  |
| J J Berzelius                                       | Karl Gustaf Qvarnström                  | 1858                                      | staty över Jacob Berzelius                                                  | staty - Brons                     | Berzelii park 59.33255, 18.07479                                                             | J J Berzelius                                                    |
| Lekande björnar                                     | Carl Milles                             | 1909                                      |                                                                             | Granit                            | Berzelii Park 59.33281, 18.07544                                                             | Lekande björnar                                                  |
| Vi två                                              | Veikko Keränen                          | 1994                                      |                                                                             | Betong                            | Berzelii park 59.33218, 18.07483                                                             | Vi två                                                           |
| Elliptical Cone                                     | Jene Highstein                          | 2003                                      |                                                                             | Diabas                            | hörnet Birger Jarlsgatan / Smålandsgatan 59.33377, 18.07487                                  | Elliptical Cone                                                  |
| Gryning                                             | Stefan Thorén                           | 1979                                      |                                                                             | Järn                              | Brunkebergstorg 59.33069, 18.06678                                                           | Gryning                                                          |
| Nils Eriksson                                       | John Börjeson                           | 1893                                      | staty över Nils Ericson                                                     | Fontänskulptur - Brons            | Centralplan 59.33047, 18.05895                                                               | Nils Eriksson                                                    |
| Strindbergcitat                                     | Ingrid Falk Gustavo Aguerre             | 1998                                      | Citat av August Strindberg infällda i gatubeläggningen                      | Rostfritt stål i gatubeläggning   | längs med Drottninggatan mellan Apelbergsgatan och Tegnérgatan 59.33588, 18.05935            | Strindbergcitat                                                  |
| Triton på delfin                                    | Greta Klemming                          | 1923                                      |                                                                             | Fontänskulptur - Brons            | Centralbadet, Drottninggatan 88 59.33635, 18.05967                                           | Triton på delfin                                                 |
| Wilhelm Klemming                                    | Helene Aurell Nigel Wells               | 2003                                      | Byst över Wilhelm Klemming                                                  | Byst - Brons, betong              | Centralbadet, Drottninggatan 88 koordinater saknas                                           | Wilhelm Klemming                                                 |
| R.W.                                                | Ulla Kraitz Gustav Kraitz               | 2012                                      | minnesmärke över Raoul Wallenberg                                           | Brons                             | utanför Arvfurstens palats vid Gustav Adolfs torg 59.32917, 18.06778                         | R.W.                                                             |
| Egyptiska lejon                                     | Okänd                                   | 1926                                      |                                                                             | Brons                             | Norrbro vid Gustav Adolfs torg 59.32889, 18.06889                                            | Egyptiska lejon                                                  |
| Orfeusgruppen                                       | Carl Milles                             | 1936                                      |                                                                             | Fontänskulptur - Brons            | Hötorget 59.335, 18.06222                                                                    | Orfeusgruppen                                                    |
| Jussi Björling                                      | Pieter de Monchy                        | 1994                                      |                                                                             | byst - Brons                      | utanför Jakobs kyrka 59.33016, 18.07029                                                      | Jussi Björling                                                   |
| Karl Staaff                                         | Carl Eldh                               | 1921                                      |                                                                             | byst - Granit                     | Karl Staaffs park, Birger Jarlsgatan 55 59.34044, 18.06619                                   | Karl Staaff                                                      |
| Om varandra                                         | Björn Erling Evensen                    | 1973                                      |                                                                             | Brons                             | Klara Mälarstrand 1973-2003, därefter magasinerad och sedermera förkommen koordinater saknas |                                                                  |
| Molins fontän                                       | Johan Peter Molin                       | 1873                                      |                                                                             | Fontänskulptur - Brons            | Kungsträdgården 59.33078, 18.07179                                                           | Molins fontän                                                    |
| A Study in Unhuman Sexual Expectations              | Marianne Lindberg de Geer               | 2010                                      |                                                                             |                                   | Kungsträdgården 59.33018, 18.07242                                                           | A Study in Unhuman Sexual Expectations                           |
| Non Serviam                                         | Ernst Nordin                            | 1980                                      |                                                                             | Brons                             | Malmskillnadsgatan 25 59.33444, 18.06556                                                     | Non Serviam                                                      |
| Nils Ferlin                                         | Karl Göte Bejemark                      | 1982                                      | staty över Nils Ferlin                                                      | staty - Brons                     | Nils Ferlins torg, Klarabergsgatan vid Klara kyrka 59.33156, 18.06076                        | Nils Ferlin                                                      |
| Brantingmonumentet                                  | Carl Eldh                               | 1952                                      |                                                                             | Brons                             | Norra Bantorget 59.33528, 18.05444                                                           | Brantingmonumentet                                               |
| Anna Sterkys minne                                  | Christina Rundquist-Andersson           | 1989                                      | relief över Anna Sterky                                                     | relief - Brons                    | Norra Bantorget 59.33538, 18.0546                                                            | Anna Sterkys minne                                               |
| Mäster Palm                                         | Ture Johansson                          | 1978                                      | staty över August Palm                                                      | staty - Brons                     | framför LO-borgen vid Norra Bantorget 59.33891, 18.05471                                     | Mäster Palm                                                      |
| Mitt hjärta i världen                               | Nils Dahlgren                           | 1989                                      |                                                                             | Rostfritt stål                    | Norra Bantorget 59.33523, 18.06547                                                           | Mitt hjärta i världen                                            |
| Laura                                               | Ebba Hedqvist                           | 1971                                      |                                                                             | Koppar                            | Norrmalmstorg 59.33319, 18.07335                                                             | Laura                                                            |
| Frihetens källa                                     | Björn Selder                            | 1994                                      |                                                                             | Fontänskulptur - Granit           | Norrmalmstorg 59.33338, 18.07273                                                             | Frihetens källa                                                  |
| John Ericsson                                       | John Börjeson                           | 1901                                      |                                                                             | byst - Brons                      | Nybroplan 59.33243, 18.07598                                                                 | John Ericsson                                                    |
| Ernst Blomberg                                      | Anders Jönsson                          | 1938                                      |                                                                             | Brons                             | Olof Palmes gata 11, utanför IF Metalls entré 59.33612, 18.06147                             | Ernst Blomberg                                                   |
| Till Raoul Wallenberg                               | Kirsten Ortwed                          | 2000                                      | Minnesmärke över Raoul Wallenberg                                           | Skulptur - Brons                  | Raoul Wallenbergs torg 59.33194, 18.07556                                                    | Till Raoul Wallenberg                                            |
| Morgonbad                                           | Anders Zorn                             | 1910                                      |                                                                             | Fontänskulptur - Brons            | Rosenbadsparken 59.32841, 18.06474                                                           | Morgonbad                                                        |
| Envig                                               | Carl Rothlin                            | 1974                                      |                                                                             | Konststen                         | Rödbodtorget 59.32855, 18.06236                                                              | Envig                                                            |
| Limpan Lindström                                    | Göran Strååt                            | 1981                                      |                                                                             | staty - Brons                     | Sergelgatan 59.33448, 18.06285                                                               | Limpan Lindström                                                 |
| Sergelminnet                                        | Göran Strååt                            | 1990                                      | staty över Johan Tobias Sergel                                              | staty - Brons                     | Sergelgatan 59.33452, 18.06297                                                               | Sergelminnet                                                     |
| Klara                                               | Lasse Andreasson                        | 1980                                      |                                                                             | Brons                             | norra sidan av Sergels torg, utanför femte höghuset 59.33295, 18.0647                        | Klara                                                            |
| Skulptur                                            | Gun Gordillo                            | 1998                                      |                                                                             | Terrazzo, neon                    | Sveavägen mellan Mäster Samuelsgatan och Oxtorgsgatan koordinater saknas                     | Skulptur                                                         |
| Di-eder                                             | Gert Marcus                             | 1998                                      |                                                                             | Stål                              | Sveavägen, vid Sergels torg 59.33318, 18.06526                                               | Di-eder                                                          |
| Korssittande flicka                                 | Peter Linde                             | 1989                                      |                                                                             | Brons                             | Sergels torg 59.33232, 18.06543                                                              | Korssittande flicka                                              |
| J T Sergel                                          | Sivert Lindblom                         | 1998                                      |                                                                             | Granit, brons                     | Sergels torg 59.3327, 18.06585                                                               | J T Sergel                                                       |
| Hemlös räv Även känd som: Rag and Bone with Blanket | Laura Ford                              | 2009                                      |                                                                             | patinerad brons                   | hörnet Strömgatan 22 / Drottninggatan 59.32847, 18.0668                                      | Hemlös räv                                                       |
| Drottningen och hennes skepp                        | Björn Erling Evensen                    | 1969                                      |                                                                             | Fontänskulptur - Rostfritt stål   | Stureplan 59.33636, 18.07242                                                                 | Drottningen och hennes skepp                                     |
| Höken och duvan                                     | Torsten Fridh                           | 1990                                      |                                                                             | Fontänskulptur - Brons/granit     | framför Daneliuska huset vid Stureplan 59.33636, 18.07242                                    | Höken och duvan                                                  |
| Modern Maskaron                                     | Christian Partos                        | 2009                                      |                                                                             | polerat stål                      | ovanför Kulturhusets huvudentré 59.33214, 18.06438                                           | Modern Maskaron                                                  |
| Sektorns mekanik - sektorers volym                  | Bertil Herlow Svensson                  | 1999                                      |                                                                             | Aluminium                         | Sveavägen, mellan Mäster Samuelsgatan och Oxtorgsgatan 59.33415, 18.06493                    | Sektorns mekanik - sektorers volym                               |
| Parabol                                             | Ulrik Samuelsson                        | 2002                                      |                                                                             | Granit och brons                  | Sveavägen 59.33414, 18.06439                                                                 | Parabol                                                          |
| Minnesplatta                                        | Torsten Treutiger                       | 1994                                      |                                                                             | Brons                             | Sveavägen/Olof Palmes gata 59.33608, 18.0633                                                 | Minnesplatta                                                     |
| Idealiserad park                                    | Olle Nyman                              | 1967                                      |                                                                             | Keramik                           | Järnvägsparken, Tegelbacken 59.32905, 18.05977                                               | Idealiserad park                                                 |
| Parea                                               | Ingemar Svensson                        | 1972                                      |                                                                             | Koppar                            | Järnvägsparken, vid Vasagatan 59.32913, 18.06028                                             | Parea                                                            |
| Vågen och vindarna                                  | Nils Sjögren                            | 1977                                      |                                                                             | Brons                             | Tegelbacken/kajen nedanför Centralpalatset 59.32827, 18.06371                                | Vågen och vindarna                                               |
| E H Törnbergs minne                                 | Ulf Sucksdorff                          | 1987                                      | staty över Ernst Thörnberg                                                  | staty - Brons                     | vid Brunkebergstunnelns västra ingång 59.33707, 18.0645                                      | Fler bilder                                                      |
| Gustav II Adolf                                     | Pierre Hubert L'Archevêque              | 1796                                      | staty över Gustav II Adolf                                                  | staty - brons                     | Gustav Adolfs torg 59.32943, 18.0688                                                         | Gustav II Adolf                                                  |
| keramikklädd hörnpelare                             | Bengt Berglund                          | 1965                                      |                                                                             | keramik                           | ingången till PUB vid korsningen Kungsgatan/Drottninggatan 59.33475, 18.06066                | keramikklädd hörnpelare                                          |
| Yngling med sköldpadda                              | John Börjeson                           | 1884                                      |                                                                             | brons                             | Museiparken på Blasieholmen koordinater saknas                                               | Yngling med sköldpadda                                           |
| Ingen dager synes än                                | Siri Derkert                            | 1969                                      |                                                                             |                                   | Sverigehuset vid Hamngatan 59.33247, 18.07008                                                | Ingen dager synes än                                             |
| portalfigurer                                       | Christian Eriksson                      | 1900                                      |                                                                             | ekebergsmarmor                    | Fredsgatan 4 59.32931, 18.06688                                                              | portalfigurer                                                    |
| Elaine                                              | Liss Eriksson                           |                                           |                                                                             | brons                             | utanför Svenska Arbetsgivareföreningens kontor på Blasieholmen 59.33007, 18.0764             | Elaine                                                           |
| Flykten med Toran                                   | Willy Gordon                            | ursprungligen utförd 1945 i mindre format |                                                                             | brons                             | utanför synakogan vid Wahrendorffsgatan 59.33185, 18.07433                                   | Flykten med Toran                                                |
| Karl XIII                                           | Erik Gustaf Göthe                       | 1821                                      | staty över Karl XIII                                                        | staty - brons                     | Kungsträdgården 59.33117, 18.07138                                                           | Karl XIII                                                        |
| Trumslagaren                                        | Hertha Hillfon                          | 1995                                      |                                                                             | skulptur - brons                  | Hötorget, vid entrén till PUB 59.3347, 18.06168                                              | Trumslagaren                                                     |
| Arriba                                              | Veikko Keränen                          | 1988                                      |                                                                             | sten                              | Luntmakargatan 59.33733, 18.06356                                                            | Arriba                                                           |
| De bysantinska hästarna                             | Sivert Lindblom                         | 1989                                      | Sivert Lindblom (gestaltning, kopior av två hästar i Markuskyrkan i Venedig | Brons                             | Blasieholmstorg 59.33053, 18.07567                                                           | De bysantinska hästarna                                          |
| Välkommen                                           | Germund Lindunger                       | 2003                                      | tre portar i keramik                                                        | keramik                           | Mäster Samuelsgatan 17 59.33403, 18.06974                                                    | Välkommen                                                        |
| Fosterbröderna                                      | Theodor Lundberg                        | 1891                                      |                                                                             | brons                             | Museiparken på Blasieholmen koordinater saknas                                               | Fosterbröderna                                                   |
| Siffercyklon                                        | Bror Marklund                           | 1969                                      |                                                                             | portar i brons                    | Sveavägen, vid Sergels torg 59.3328, 18.06595                                                | Siffercyklon                                                     |
| Vingarna                                            | Carl Milles                             | 2000                                      |                                                                             | brons                             | utanför Nationalmuseum 59.32806, 18.07733                                                    | Vingarna                                                         |
| Bältesspännarna                                     | Johan Peter Molin                       |                                           |                                                                             | brons                             | Museiparken på Blasieholmen 59.32861, 18.07778                                               | Bältesspännarna                                                  |
| Karl XII:s staty                                    | Johan Peter Molin                       | 1868                                      | staty över Karl XII                                                         | staty - brons                     | Karl XII:s torg 59.33002, 18.07222                                                           | Karl XII:s staty                                                 |
| Non-Violence                                        | Carl Fredrik Reuterswärd                |                                           |                                                                             | brons                             | Sergelgatan 59.33397, 18.06338                                                               | Non-Violence                                                     |
| Ränta på ränta                                      | Sven Sahlberg                           |                                           |                                                                             | relief i koppar                   | Klarabergsgatan 23 59.33317, 18.06382                                                        | Ränta på ränta                                                   |
| Naturens själ                                       | Jahn Wahlström                          |                                           |                                                                             |                                   | korsningen Terminalslingan/Kungsbron 59.33297, 18.05368                                      | Naturens själ                                                    |
| minnesmärke över Raoul Wallenberg                   | Aleksander Wolodarski Gabriel Herdevall | 2001                                      | minnesmärke över Raoul Wallenberg                                           | granit                            | Raoul Wallenbergs torg 59.332, 18.0751                                                       | minnesmärke över Raoul Wallenberg                                |
| Kristallvertikalaccent                              | Edvin Öhrström                          |                                           |                                                                             | glas, stål                        | Sergels torg 59.33257, 18.06517                                                              | Kristallvertikalaccent                                           |
| Poseidon respektive Victoria                        | Okänd                                   | 1925                                      |                                                                             | brons                             | Södra Kungstornet 59.33563, 18.06575                                                         | Poseidon respektive Victoria                                     |
| Poesi och förtrollning - till Astrid Lindgren       | Majalisa Alexanderson                   | 1996                                      |                                                                             | Brons                             | Tegnérlunden 59.33827, 18.05397                                                              | Poesi och förtrollning - till Astrid Lindgren                    |
| Binär                                               | Eva Hild                                | 2012                                      |                                                                             | Skulptur - brons                  | Jakobsgatan, vid entrén till finansdepartementet 59.32924, 18.06449                          | Binär                                                            |
| Ingen titel                                         | Okänd                                   |                                           |                                                                             | Hörnskulptur på husfasad - granit | Kvarteret Vinkelhaken, Drottninggatan 80 koordinater saknas                                  | Ingen titel                                                      |
| Beträffande krisen, God Jul m m                     | Lotta Kühlhorn                          | 2001                                      |                                                                             | Skulptur                          | Kv Tigern, Regeringskansliet, vindfång i anslutning till entré koordinater saknas            |                                                                  |
| Horisont                                            | Ulrica Mårtensson                       | 2003                                      |                                                                             | Textil                            | Rotundan, Kungliga Operan, Kv. Norrström (inomhus) koordinater saknas                        | Det är troligen inte ok att ladda upp en bild av detta konstverk |
| Kråksången                                          | Johanna Karlsson                        | 2014                                      |                                                                             | Brons                             | Blåkråkan (Roslagsgatan 49) 59.34999, 18.05604                                               |                                                                  |
| Who is Mr Walker? Även känd som: Vem är Mr Walker?  | Jan Håfström                            | 2014                                      | Två 7 meter höga målade silhuettskivor                                      | skulptur - aluminium              | Järnvägsparken (Vasagatan 4) 59.32862, 18.06056                                              | Who is Mr Walker?                                                |

## Vasastan
| Titel                             | Konstnär(er)           | Årtal | Beskrivning                                                   | Typ - material                                   | Plats Koordinater                                                           | Bild                              |
| --------------------------------- | ---------------------- | ----- | ------------------------------------------------------------- | ------------------------------------------------ | --------------------------------------------------------------------------- | --------------------------------- |
| Treklang                          | Wive Larsson           | 1982  |                                                               | Brons                                            | Atlastäppan 59.33762, 18.03772                                              | Treklang                          |
| Porträtt av Ernst Josephson       | Fredrik Landergren     | 2009  |                                                               | Mosaik                                           | Husfasaden, Valentin Sabbats gata 11 59.33975, 18.04607                     | Porträtt av Ernst Josephson       |
| Porträtt av August Strindberg     | Fredrik Landergren     | 2009  |                                                               | Mosaik                                           | Husfasaden, Valentin Sabbats gata 11 59.33975, 18.04608                     | Porträtt av August Strindberg     |
| Porträtt av Helene Schjerfbeck    | Fredrik Landergren     | 2009  |                                                               | Mosaik                                           | Husfasaden, Valentin Sabbats gata 11 59.33972, 18.04608                     | Porträtt av Helene Schjerfbeck    |
| Porträtt av Carl Fredrik Hill     | Fredrik Landergren     | 2009  |                                                               | Mosaik                                           | Husfasaden, Valentin Sabbats gata 11 59.33972, 18.0461                      | Porträtt av Carl Fredrik Hill     |
| Den unge Strindberg i skärgården  | Carl Eldh              | 1968  | staty av August Strindberg                                    | staty - Brons                                    | Bellevueparken 59.3384, 18.04753                                            | Den unge Strindberg i skärgården  |
| Eastmanfontänen                   | Clarence Blum          | 1936  |                                                               | Fontänskulptur - brons, marmor                   | framför Eastmaninstitutet, Dalagatan 11 59.34038, 18.04663                  | Eastmanfontänen                   |
| Arbetare                          | Michail Katz           | 1937  |                                                               | Granit                                           | Gävlegatan/Hudiksvallsgatan 59.34555, 18.03767                              | Arbetare                          |
| Zetterlunden                      | Fredrik Wretman        | 2010  |                                                               | Soffa i trä, ljud                                | Monica Zetterlunds park 59.34632, 18.0603                                   | Zetterlunden                      |
| Dansande ungdom                   | Ivar Johnsson          | 1937  |                                                               | Brons                                            | Observatorielunden 59.34295, 18.05563                                       | Dansande ungdom                   |
| Ungdom                            | Nils Möllerberg        | 1934  |                                                               | Brons                                            | Observatorieparken 59.34236, 18.05665                                       | Ungdom                            |
| Kentaur                           | Sigrid Fridman         | 1939  |                                                               | Brons                                            | Brunkebergsåsen vid Observatorielunden 59.34277, 18.0543                    | Kentaur                           |
| Sittande pojke                    | Bror Marklund          | 1986  |                                                               | skulptur - brons                                 | Odenplan 59.34275, 18.04901                                                 | Sittande pojke                    |
| 1 ½ sfär                          | Björn Selder           | 1979  |                                                               | förkromat, rostfritt stål                        | Rödabergsgatan 1 59.34447, 18.03749                                         | 1 ½ sfär                          |
| Den andre                         | Lone Larsen            | 2011  |                                                               | Fontänskulptur - Granit, diabas, patinerad brons | Sabbatsbergsparken, Eastmansvägen 29-33 59.33752, 18.04753                  | Den andre                         |
| Genesis                           | Bo Englund             | 1984  |                                                               | Granit                                           | Solvändan 59.34335, 18.03405                                                | Genesis                           |
| Det droppande trädet              | Sigrid Fridman         | 1964  |                                                               | Fontänskulptur - Brons                           | Spelbomskans torg 59.34323, 18.0538                                         | Det droppande trädet              |
| August Strindberg                 | Carl Eldh              | 1942  | staty över August Strindberg                                  | staty - Brons                                    | Tegnérlunden 59.33835, 18.05529                                             | August Strindberg                 |
| Arbetaren                         | Gottfrid Larsson       | 1917  |                                                               | Brons                                            | Vasaparken vid Torsgatan 59.33952, 18.03963                                 | Arbetaren                         |
| Flicka i aftonsol                 | Anders Jönsson         | 1955  |                                                               | Brons                                            | Vanadislunden 59.34896, 18.05304                                            | Flicka i aftonsol                 |
| Förvandlingar                     | Christopher Gibson     | 1984  |                                                               | Glasfiberarmerad plast                           | Vanadisplan 59.34502, 18.03968                                              | Förvandlingar                     |
| Romeo och Julia                   | Olof Thorwald Ohlsson  | 1982  |                                                               | Granit                                           | Vasaparken 59.3412, 18.03767                                                | Romeo och Julia                   |
| Xral                              | Olle Baertling         |       |                                                               | stål                                             | Handelshögskolan i Stockholm 59.34182, 18.05715                             | Xral                              |
| Vegamonumentet                    | Ivar Johnsson          | 1930  |                                                               | granit, koppar                                   | Observatorielunden 59.34127, 18.05438                                       | Fler bilder                       |
| Hamnarbetaren                     | Constantin Meunier     | 1907  |                                                               | brons                                            | intill Norra Latin, Barnhusgatan 59.33583, 18.06303                         | Hamnarbetaren                     |
| Okänd titel                       | Claes Hake             |       |                                                               | granit                                           | Sveavägen, utanför Handelshögskolan i Stockholm 59.34168, 18.05725          |                                   |
| Ein Stein in vier Teile gespalten | Ulrich Rückriem        | 1990  |                                                               |                                                  | Trappan där Rådmansgatan korsar Saltmätargatan 59.34057, 18.05749           | Ein Stein in vier Teile gespalten |
| Elin Wägner håller tal            | Siri Derkert           | 2014  |                                                               | Brons                                            | S:t Eriksplan (Sankt Eriksplan) 59.33906, 18.03934                          | Elin Wägner håller tal            |
| Ett hav i ränder. En mur inom röd | Britta Kjellgren Jäger | 2014  |                                                               | Cembrit                                          | stödmur mellan E4/E20 och framtida Hagaplan (Torsplan 2) 59.34747, 18.03334 | Ett hav i ränder. En mur inom röd |
| Mårten                            | Liss Eriksson          |       |                                                               | skulptur - sten                                  | Framför Pysslingen förskola Röda Berget 59.34806, 18.04278                  | Mårten                            |
| Okänd titel                       | Okänd                  |       | 25 lysande tallrikar med motiv från Rörstrands Porslinsfabrik |                                                  | Karlbergstunneln, gång- och cykelvägen 59.34088, 18.02689                   |                                   |

## Skeppsholmen
| Titel                         | Konstnär(er)                       | Årtal                 | Beskrivning                            | Typ - material                                             | Plats Koordinater                                                                | Bild                                                             |
| ----------------------------- | ---------------------------------- | --------------------- | -------------------------------------- | ---------------------------------------------------------- | -------------------------------------------------------------------------------- | ---------------------------------------------------------------- |
| Monumentalfigur               | Christian Berg                     | 1927                  |                                        | sten                                                       | utanför Arkitekturmuseet 59.32575, 18.08533                                      | Monumentalfigur                                                  |
| De fyra elementen             | Alexander Calder                   | 1961                  |                                        | stålplåt                                                   | utanför Moderna museet 59.32533, 18.08373                                        | De fyra elementen                                                |
| Den sista cigaretten          | Erik Dietman                       | 1975                  |                                        |                                                            | utanför Arkitekturmuseet 59.32555, 18.08535                                      | Den sista cigaretten                                             |
| Pavilon Sculpture II          | Dan Graham                         | 1984                  |                                        | stål, spegelglas                                           | utanför Moderna museet 59.32617, 18.08373                                        | Pavilon Sculpture II                                             |
| Svart svensk granit           | Ulrich Rückriem                    | 1981                  |                                        | Granit                                                     | utanför Moderna museet 59.32611, 18.08333                                        | Svart svensk granit                                              |
| Frukost i det gröna           | Pablo Picasso Carl Nesjar          | 1962-66. Inköpt 1967. |                                        | betong                                                     | Moderna museets park 59.32543, 18.08498                                          | Frukost i det gröna                                              |
| Paradiset                     | Niki de Saint Phalle Jean Tinguely | 1966                  |                                        | glasfiberarbetarad plast, stål                             | Skeppsholmen 59.32513, 18.08338                                                  | Paradiset                                                        |
| Leninmonumentet 13 april 1917 | Björn Lövin                        | 1977                  |                                        | Gatsten, spårvagnsräls, kinesisk marmor, målat kryss, foto | utanför Moderna museet 59.32556, 18.08389                                        | Leninmonumentet 13 april 1917                                    |
| Okänd titel                   | Pia Törnell                        | 1998                  |                                        | Skulptur - Reliefkakel                                     | Cafe Blom, Arkitektur- och designcentrum, Stockholm (inomhus) koordinater saknas | Det är troligen inte ok att ladda upp en bild av detta konstverk |
| Nedgrävning                   | Harald Persson                     | 2012                  | En nedgrävd en blå 2 m³ stor betongkub | Betong                                                     | Moderna museets skulpturpark (nedgrävd) koordinater saknas                       | Fler bilder                                                      |
| Okänd titel                   | Per Kirkeby                        | 2000                  |                                        | skulptur - Tegel                                           | Moderna museets skulpturpark 59.32662, 18.08575                                  |                                                                  |
| Instabil                      | Lars Englund                       | 2005                  |                                        | skulptur - Stål, aluminium                                 | Moderna museets skulpturpark 59.32624, 18.08527                                  | Instabil                                                         |